# Yaya Gulele
Yaya Gulele (en oromo : Yaayyaa Gullaallee) est un woreda du centre de l'Éthiopie situé dans la zone Nord Shewa de la région Oromia. Partie sud-ouest de l'ancien woreda Yaya Gulelena Debre Libanos, il a 54 992 habitants en 2007 et son centre administratif est Fital.

## Origine et nom
L'ancien woreda Yaya Gulelena Debre Libanos, littéralement « Yaya Gulele » et « Debre Libanos », regroupait comme son nom l'indique le territoire des deux woredas actuels,, leur séparation date au plus tard de 2007.

## Situation
Partie de la zone Nord Shewa de la région Oromia, le woreda Yaya Gulele est limitrophe de la zone spéciale Oromia-Finfinnee depuis que Mulo et Sululta se rattachent à cette zone entourant Addis-Abeba.
Yaya Gulele s'étend de plus au sud-ouest jusqu'à la rivière Muger qui le sépare de la zone Ouest Shewa.
Son centre administratif, Fital, est desservi par des routes secondaires 25 km au sud de Fitche,.
| Degem     | Gerar Jarso | Debre Libanos |
|           | Yaya Gulele | Wuchale       |
| Meta Robi | Mulo        | Sululta       |

## Population
Le recensement national de 2007 fait état d'une population de 54 992 habitants dans le woreda dont 5 % de citadins qui sont les 2 607 habitants de Fital.
La plupart des habitants du woreda (98,5 %) sont orthodoxes, moins de 1 % sont protestants.
En 2022, la population du woreda est estimée à 78 638 personnes avec une densité de population de 231 personnes par km2 et 341 km2 de superficie.